# توماس بالکاسار
توماس بالکاسار (اسپانیایی: Tomás Balcázar‎; ۴ مهٔ ۱۹۳۱ – ۲۶ آوریل ۲۰۲۰) بازیکن فوتبال اهل مکزیک بود.
از باشگاه‌هایی که در آن بازی کرده‌است می‌توان به باشگاه فوتبال گوادالاخارا اشاره کرد.
وی همچنین در تیم ملی فوتبال مکزیک بازی کرده‌است.